# Saison 2015 de la Super League
Navigation
Édition précédente Édition suivante
La Saison 2015 de la Super League (connu pour des raisons de partenariats comme la First Utility Super League XX) est la vingtième saison de cette compétition depuis que celle-ci a été créée en 1996. Douze équipes joueront 23 journées de championnat (phase régulière), les huit meilleures d'entre elles seront qualifiées pour un mini-championnat appelé "Super 8 Play Offs" dont les quatre premiers sont qualifiés pour les demi-finales dans le but de se qualifier pour la grande finale et pouvoir gagner le trophée de la Super League. Les quatre derniers disputeront un mini-championnat appelés "Super 8 Qualifiers" avec les quatre meilleures équipes de la Championship. Le coup d'envoi officiel de la saison est le 12 février 2015.

## Équipes
La Super League 2015 est la première saison de Super League depuis 2008 avec la mise en place d'un système de relégation et de promotion avec la Championship. Dans cette optique, la Super League est réduite à douze équipes (contre quatorze les années précédentes).
Onze des équipes sont dans le Nord de l'Angleterre, et une seule est située en France avec les Dragons Catalans à Perpignan.

## Déroulement de la compétition
Pour cette année 2015, la Rugby Football League (instance gérant les compétitions de rugby à XIII en Angleterre) change la formule du championnat en le faisant disputer sur deux phases. La première voit les douze équipes se rencontrer par match aller et retour plus la rencontre du Magic week-end qui se déroule le 30 mai 2015 et le 31 mai 2015 au St James' Park de Newcastle upon Tyne. Toutes les équipes disputent un total de vingt-trois matchs. À l'issue de cette première phase, les clubs classés de la première à la huitième place sont qualifés dans le Super 8; les autres le play-down (The Qualifiers).
En Super 8, tous les clubs gardent les points acquis lors de la première phase. Cette dernière se joue par simple confrontation. Au terme des sept rencontres, les quatre premiers sont qualifiés pour les demi-finales de la Super League.
La phase The Qualifiers s'adresse aux clubs classés entre la neuvième et douzième place de la phase préliminaire. Ces équipes-là retrouvent les quatre premiers du Championship (deuxième niveau). Cette phase se dispute aussi par simple confrontation (sept matchs aussi). Au terme de cette deuxième phase, les trois premiers se maintiennent en Super League, le quatrième et le cinquième s'affronte dans une confrontation pour déterminer le quatrième club qui se maintient, les trois derniers et le vaincu de ce match de maintien descendent en Championship.

## Résultats

### Classement de la phase régulière
| Rang | Franchise           | J  | V  | N | D  | Pm  | Pe  | Diff | Pts |
| ---- | ------------------- | -- | -- | - | -- | --- | --- | ---- | --- |
| 1    | Leeds Rhinos        | 23 | 16 | 1 | 6  | 758 | 477 | +281 | 33  |
| 2    | St Helens RLFC      | 23 | 16 | 0 | 7  | 598 | 436 | +162 | 32  |
| 3    | Wigan Warriors      | 23 | 15 | 1 | 7  | 589 | 413 | +176 | 31  |
| 4    | Huddersfield Giants | 23 | 13 | 2 | 8  | 538 | 394 | +144 | 28  |
| 5    | Castleford Tigers   | 23 | 13 | 0 | 10 | 547 | 505 | +42  | 26  |
| 6    | Warrington Wolves   | 23 | 12 | 0 | 11 | 552 | 456 | +96  | 24  |
| 7    | Hull FC             | 23 | 9  | 2 | 12 | 452 | 484 | -32  | 22  |
| 8    | Dragons catalans    | 23 | 9  | 2 | 12 | 561 | 574 | -13  | 20  |
| 9    | Widnes Vikings      | 23 | 9  | 1 | 13 | 518 | 565 | -47  | 19  |
| 10   | Hull KR             | 23 | 9  | 0 | 14 | 534 | 646 | -112 | 18  |
| 11   | Salford Red Devils  | 23 | 8  | 1 | 14 | 447 | 617 | -170 | 17  |
| 12   | Wakefield Wildcats  | 23 | 3  | 0 | 20 | 402 | 929 | -527 | 6   |

|  | Qualifié pour le Super 8 Play Offs.  |
|  | Qualifié pour le Super 8 Qualifiers. |

Attribution des points : deux points sont attribués pour une victoire, un point pour un match nul, aucun point en cas de défaite.

### Classement du Super 8 Play Offs
Les équipes conservent les points acquis lors de la première phase et se rencontrent entre elles à une unique reprise. Les quatre premiers sont qualifiés en demi-finale.
| Rang | Franchise           | J  | V  | N | D  | Pm  | Pe  | Diff | Pts |
| ---- | ------------------- | -- | -- | - | -- | --- | --- | ---- | --- |
| 1    | Leeds Rhinos        | 25 | 18 | 1 | 6  | 832 | 505 | +327 | 37  |
| 2    | Wigan Warriors      | 25 | 16 | 1 | 8  | 637 | 460 | +177 | 33  |
| 3    | St Helens RLFC      | 25 | 16 | 0 | 9  | 636 | 494 | +142 | 32  |
| 4    | Huddersfield Giants | 25 | 14 | 2 | 9  | 584 | 436 | +148 | 30  |
| 5    | Castleford Tigers   | 25 | 15 | 0 | 10 | 600 | 551 | +49  | 30  |
| 6    | Warrington Wolves   | 25 | 12 | 0 | 13 | 578 | 522 | +56  | 24  |
| 7    | Hull FC             | 25 | 12 | 0 | 13 | 514 | 542 | -28  | 24  |
| 8    | Dragons catalans    | 25 | 10 | 2 | 13 | 599 | 614 | -15  | 22  |

|  | Qualifié pour les demi-finales. |
|  | Éliminé.                        |

### Classement du Super 8 Qualifiers
Pour les autres derniers de la première phase, les compteurs sont remis à zéro et ils affrontent les quatre premiers de la Championship (second échelon) à une reprise. Les trois premiers sont qualifiés pour la Super League 2016, le quatrième et le cinquième se rencontre pour le quatrième ticket pour la Super League.
| Rang | Franchise          | J | V | N | D | Pm | Pe | Diff | Pts |
| ---- | ------------------ | - | - | - | - | -- | -- | ---- | --- |
| 1    | Bradford Bulls     | 1 | 1 | 0 | 0 | 42 | 10 | +32  | 2   |
| 2    | Widnes Vikings     | 1 | 1 | 0 | 0 | 14 | 0  | +14  | 2   |
| 3    | Hull KR            | 1 | 1 | 0 | 0 | 36 | 26 | +10  | 2   |
| 4    | Salford Red Devils | 1 | 1 | 0 | 0 | 34 | 26 | +8   | 2   |
| 5    | Wakefield Wildcats | 1 | 0 | 0 | 1 | 26 | 34 | -8   | 0   |
| 6    | Leigh Centurions   | 1 | 0 | 0 | 1 | 26 | 36 | -10  | 0   |
| 7    | Halifax            | 1 | 0 | 0 | 1 | 0  | 14 | -14  | 0   |
| 8    | Sheffield Eagles   | 1 | 0 | 0 | 1 | 10 | 42 | -32  | 0   |

|  | Promu en Super League 2016.        |
|  | Barrage pour la Super League 2016. |
|  | Relégué en Championship 2016.      |

## Médias
2015 est la quatrième année d'un contrat de cinq ans avec Sky Sports pour retransmettre 70 matchs par saison. Le montant atteint 90 millions de livres sterling. Sky Sports retransmets deux matchs par journée, habituellement le jeudi et le vendredi soir.
En France, BeIn Sport dispose d'un contrat de trois ans pour diffuser notamment l'unique franchise française les Dragons Catalans. Deux matchs par journée sont retransmis par la chaîne. Elle diffuse également la National Rugby League. 